# نلسون آبیخون
نلسون آبیخون (انگلیسی: Nelson Abeijón؛ زادهٔ ۲۱ ژوئیهٔ ۱۹۷۳) بازیکن فوتبال اهل اروگوئه است.
از باشگاه‌هایی که در آن بازی کرده‌است می‌توان به کالیاری، ریسینگ سانتاندر، باشگاه فوتبال ناسیونال اروگوئه، آتالانتا، کومو، تیم ملی فوتبال اروگوئه، و کومو اشاره کرد.
وی همچنین در تیم ملی فوتبال Uruguay بازی کرده‌است.